# Agapanthia persica
Agapanthia persica là một loài bọ cánh cứng trong họ Cerambycidae.